# خانه محمود سرتیپی
خانه محمود سرتیپی مربوط به سدهٔ ۱۳ ه‍.ق است و در اصفهان، خیابان ملک، بن‌بست عبداللهی، کوی پاقلعه واقع شده‌است. این اثر در تاریخ ۱۸ آذر ۱۳۵۴ با شمارهٔ ثبت ۱۱۴۷ به‌عنوان یکی از آثار ملی ایران به ثبت رسیده‌است.